# Arnaldo Colleselli
Arnaldo Colleselli (Colle Santa Lucia, 2 settembre 1918 – 27 dicembre 1988) è stato un politico italiano, esponente della Democrazia Cristiana e parlamentare europeo.

## Biografia
Laureato in Lettere a Milano, sottotenente degli alpini, partecipò alla Seconda guerra mondiale e fu arrestato dai tedeschi nel 1944, venendo deportato a Bolzano e poi nelle celle del campo di concentramento di Laives, anticamera dei lager di sterminio.
Nel 1951 intraprende la sua attività politica nella DC, viene nominato assessore provinciale di Belluno; negli anni sessanta fu deputato e poi senatore nella VI e nella VII legislatura. Successivamente intraprese un'attività diretta nel governo come sottosegretario all'agricoltura nei governi Leone II, Rumor I e Rumor II.
Eletto deputato europeo alle elezioni europee del 1979 per le liste della DC, è stato vicepresidente della Commissione per l'agricoltura.
Dopo la sua morte, avvenuta nel 1988, gli è stata intitolata la "Fondazione Montagna e Europa" che ha sede a Belluno.